# Cyathea negrosiana
Cyathea negrosiana är en ormbunkeart som beskrevs av Christ. Cyathea negrosiana ingår i släktet Cyathea och familjen Cyatheaceae. Inga underarter finns listade.